# Jazīrat Bil Ghaylam
Jazīrat Bil Ghaylam är en ö i Förenade Arabemiraten.   Den ligger i emiratet Abu Dhabi, i den centrala delen av landet, 21 kilometer nordost om huvudstaden Abu Dhabi. Arean är 7,1 kvadratkilometer.
Terrängen på Jazīrat Bil Ghaylam är mycket platt. Öns högsta punkt är 9 meter över havet. Den sträcker sig 4,3 kilometer i nord-sydlig riktning, och 6,6 kilometer i öst-västlig riktning.